# Ivan Lazzarini
Ivan Lazzarini (Pesaro, 9 marzo 1979) è un pilota motociclistico italiano, nipote del tre volte campione del mondo di velocità Eugenio Lazzarini.

## Carriera
È il più titolato pilota italiano di Supermoto: ha vinto per dodici volte il Campionato Italiano Supermoto (dal 2003 al 2006 e dal 2008 al 2015) e per cinque volte (di cui tre consecutive) il Trofeo delle Nazioni, dal 2004 al 2006, e nel 2008 e 2013 Inoltre è il superider con il maggior numero di GP disputati.
Fece il suo debutto nel 1986, a 7 anni, nel minicross arrivando l'anno successivo 2º nel Campionato Regionale Veneto e arrivando 1º alla coppa regionale. Nel 1988 vince il Campionato Regionale Veneto Debuttanti e nei due anni successivi si ripete nella categoria Cadetti. Nel 1991 è campione regionale junior Marche e l'anno successivo nella categoria Senior. Nel 1993 debutta nel Campionato Italiano Motocross nella classe Cadetti arrivando 13º a fine anno. L'anno successivo vince il titolo. Nel 1995 si butta anche nel Campionato Europeo classe 250 classificandosi 14º e vince il titolo nazionale Junior classe 250 divenendo il più giovane campione della storia del Motocross italiano. L'anno successivo è 3º all'Europeo. Nel 1997 debutta nel Campionato Italiano maggiore, gli Assoluti d'Italia, arrivando 2º nel 2000. Partecipa anche al Campionato del Mondo nel 1999 e 2000 arrivando rispettivamente 21º e 30º.
Nel 2001 lascia il motocross in cerca di nuovi stimoli e si getta nel supermotard. Nel 2002 corre nel Mondiale per il Team Yamaha Rigo Racing classificandosi 7º.
Nel 2003 è 6º e vince il suo primo titolo italiano supermotard in sella alla Husaberg. L'anno successivo passa in KTM ufficiale e arriva 5º nel Mondiale e bissa il titolo nazionale. Nel 2005 approda nel team ufficiale Husqvarna e arriva 4º nel mondiale lo stesso anno e 2º il successivo. Nel frattempo vince altri due titoli nazionali e tre Trofei delle Nazioni con la Maglia Azzurra. Deludente la stagione 2007, che con il passaggio in Yamaha Evolution Ivan rimedia solo un 9º posto nel Mondiale e un 3º nell'Italiano.
Nel 2008 corre nella Classe S1 (450) debuttando con il team ufficiale Aprilia DRC Factory ed è diventato il primo superider italiano a vincere un titolo nazionale (italiano e internazionale d'Italia) in sella ad una Aprilia e il primo italiano a vincere un GP della classe S1 del Campionato del Mondo Supermoto con una 450cc. Lo stesso anno conclude al 3º posto nel Campionato del Mondo.
Nel 2009 si rompe il rapporto con Aprilia DRC e Ivan passa nel Team Honda HM Racing al fianco di Jérôme Giraudo, vincendo il sesto titolo nazionale, secondo in 450cc, primo in sella alla Honda e la classifica internazionale (per la terza volta).
Lo stesso anno viene invitato per la quinta volta consecutiva agli X-Games Supermoto di Los Angeles (diventando l'europeo con più partecipazioni alla grande manifestazione) vincendo la sua prima medaglia d'oro, e divenendo anche il primo europeo a vincere gli X-Games Supermoto.
Non si ripete invece la sua convocazione al Supermoto delle Nazioni a causa di contrasti tra il Team HM Racing e la Federazione Italiana Motociclismo.
A fine 2009 corona la perfetta stagione con la vittoria anche dei Superbikers di Mettet.
Nel 2010 vince di nuovo il campionato italiano e conclude al quarto posto il campionato del mondo, anche causa una brutta polmonite che ne limita i risultati per quasi metà stagione.
Sempre nel 2010 conclude al secondo posto il supermoto delle nazioni svoltosi in Francia a Cahors.
Nel 2011 termina terzo al Campionato del Mondo e vince per l'ottava volta il Campionato Italiano S1 (secondo agli Internazionali d'Italia).
Nel 2012 conquista il suo nono Titoli Italiano e vince per la terza volta il Mondiale per Nazioni.
Nel 2013 inizia una nuova avventura con il suo Team, L30 Racing, dove ricoprirà il duplice ruolo di pilota e team manager.Vince per la decima volta il titolo di Campione Italiano s1 ,termina secondo agli Internazionali d'Italia, quarto nel mondiale e conquista per la quarta volta il titolo di Campione del mondo a squadre. Nel 2014 conquista il suo undicesimo titolo Italiano sempre su honda del suo team L30 Racing e finisce terzo nel mondiale vincendo il Gp di Castelletto di Branduzzo diventando il primo Pilota/Team Manager a vincere una gara iridata e termina secondo al supermoto delle Nazioni. Nel 2015 termina secondo al mondiale supermoto e conquista il dodicesimo titolo di Campione Italiano S1.

## Palmarès
- 1993: 13º posto Campionato Italiano Motocross Cadetti classe 125
- 1994: Campione Italiano Motocross Cadetti classe 125 (su Honda)
- 1995
  - Campione Italiano Motocross Junior classe 250 (su Honda)
  - 14º posto Campionato Europeo Motocross classe 250 (su Honda)
- 1996
  - Campione Italiano Motocross Junior classe 250 (su TM)
  - 3º posto Campionato Europeo Motocross classe 250 (su TM)
- 1997: 10º posto Campionato Assoluti d'Italia Motocross classe 250
- 1998
  - 6º posto Campionato Assoluti d'Italia Motocross classe 125
  - 2º posto Campionato Italiano Motocross classe 125
- 1999
  - 15º posto Campionato Assoluti d'Italia Motocross classe 125
  - 21º posto Campionato del Mondo Motocross classe 125
- 2000
  - 2º posto Campionato Assoluti d'Italia Motocross classe 125 (su Honda)
  - 30º posto Campionato del Mondo Motocross classe 125 (su Honda)
- 2001
  - 10º posto Campionato Assoluti d'Italia Motocross classe 125 (su Yamaha)
  - 19º posto Campionato Italiano Supermoto classe Prestige (su Yamaha)
  - 7º posto Campionato Italiano Supermoto classe Sport (su Yamaha)
- 2002
  - 9º posto Campionato Italiano Supermoto classe Prestige (su Yamaha)
  - 13º posto Campionato Europeo Supermoto (su Yamaha)
  - 7º posto Campionato del Mondo Supermoto (su Yamaha)
  - 12º posto Trofeo BMW Boxer Cup
- 2003
  - 6º posto Campionato del Mondo Supermoto (su Husaberg)
  - 2º posto generale Supermoto delle Nazioni (Team Italia) (su Husaberg)
  - Campione Italiano Supermoto classe Prestige (su Husaberg)
- 2004
  - 5º posto Campionato del Mondo Supermoto S1 (su KTM)
  - Campione Italiano Supermoto classe Prestige (su KTM)
  - 16º posto Campionato Tedesco Supermoto classe Open (1 gara su 6) (su KTM)
  - Campione Europeo al Supermoto delle Nazioni (Team Italia) (su KTM)
  - 15º posto Extreme Supermotard di Bologna (su KTM)
- 2005
  - 4º posto Campionato del Mondo Supermoto S1 (su Husqvarna)
  - Campione Italiano Supermoto classe Prestige (su Husqvarna)
  - Campione Europeo al Supermoto delle Nazioni (Team Italia) (su Husqvarna)
  - 9º posto X-Games Supermoto di Los Angeles (su Husqvarna)
  - 23º posto Campionato AMA Supermoto (2 gare disputate su 6) (su Husqvarna)
- 2006
  - 2º posto Campionato del Mondo Supermoto S1 (su Husqvarna)
  - Campione Italiano e Internazionale d'Italia Supermoto classe Prestige (su Husqvarna)
  - Campione del Mondo al Supermoto delle Nazioni (Team Italia) (su Husqvarna)
  - 5º posto X-Games Supermoto di Los Angeles (su Husqvarna)
- 2007
  - 9º posto Campionato del Mondo Supermoto S1 (su Yamaha)
  - 3º posto Campionato Italiano Supermoto S1 (su Yamaha)
  - 4º posto X-Games Supermoto di Los Angeles (su Yamaha)
- 2008
  - 3º posto Campionato del Mondo Supermoto S1 (su Aprilia)
  - Campione Italiano e Internazionale d'Italia Supermoto S1 (su Aprilia)
  - Campione del Mondo al Supermoto delle Nazioni (Team Italia) (su Aprilia)
  - 5º posto X-Games Supermoto di Los Angeles (su Aprilia)
  - 2º posto King Of Motard di Cogliate (su Aprilia)
  - Vincitore gara internazionale Eicma Motolive (su Aprilia)
- 2009
  - 2º posto Campionato Neozelandese Supermoto (su Honda)
  - Campione Italiano S1 e Internazionale d'Italia Supermoto (su Honda)
  - 3º posto Campionato del Mondo Supermoto S1 (su Honda)
  - Medaglia d'oro X-Games Supermoto di Los Angeles (su Honda)
  - Vincitore Superbikers di Mettet (su Honda)
  - 7º posto Extreme Supermotard di Bologna (su Honda)
  - 9º posto King Of Motard di Cogliate (su Honda)
- 2010
  - Campione Italiano Supermoto S1 (su Honda)
  - 4º posto Campionato del Mondo Supermoto S1 (su Honda)
  - 2º posto generale al Supermoto delle Nazioni (Team Italia) (su Honda)
  - 3º posto Superbikers di Mettet (su Honda)
  - Vincitore Supermotard Indoor De Tours (su Honda)
  - Vincitore gara Internazionale Eicma motolive (su Honda)
- 2011
  - Campione Italiano Supermoto S1 (su Honda)
  - 8º posto Superbikers di Mettet (su Honda)
  - 3º posto Campionato del Mondo S1
  - 3º posto Supermotard Indoor De Tours (su Honda)
- 2012
  - Campione Italiano Supermoto S1 (su Honda)
  - 4 posto Campionato del mondo S1 (su Honda)
  - Campione del mondo al supermoto delle nazioni (team Italia) (su honda)
- 2013
  - Campione Italiano Supermoto S1 (su honda)
  - 4 posto Campionato del mondo S1 (su honda)
  - Campione del mondo supermoto delle nazioni (team Italia) (su honda)
- 2014
  - 3 posto Campionato del mondo S1 (su honda)
  - Campione Italiano Supermoto S1 e Internazionale d'Italia supermoto (su honda)
  - 2º posto generale al Supermoto delle Nazioni (Team Italia) (su Honda)
- 2015
  - 2 posto Campionato del mondo S1 (su honda)
  - Campione Italiano Supermoto S1 (su honda)
  - 2º posto generale al Supermoto delle Nazioni (Team Italia) (su Honda)

## Curiosità
- A fine 2007 ha sciolto il contratto di due anni con Yamaha Evolution per passare in Aprilia ufficiale.
- Le sue trattative con Aprilia per la stagione 2008 sono durate dal 2004 al 2007.[senza fonte]
- Da settembre 2010 ha aperto una scuola di supermotard e motocross, la "Lazzarini Ride Experience".
- È l'unico pilota a non aver mai saltato un GP mondiale dalla sua nascita, dal 2002 al 2015 106 GP disputati su 106.[senza fonte]